# Есьман, Соня
Со́фья Алексе́евна (Со́ня) Е́сьман (род. 6 июня 1995, Санкт-Петербург) — канадская модель российского происхождения, русскоязычная видеоблогерша.  Соня Есьман стала кумиром подростков 2010-х годов наравне с такими видеоблогерами как Рома Жёлудь и Ивангай.

## Биография
Родилась в Санкт-Петербурге.
В 5 лет переехала вместе с родителями в Торонто (Канада). Вскоре родители развелись, после чего отец вернулся в Россию, а Соня осталась с мамой в Торонто.
Зарегистрировала русскоязычный канал classisinternal и начала его вести в 2011 году.
Школу окончила экстерном, работает моделью.
В 2015 году снялась в видеоклипе на песню «Cliffs Edge» американской певицы Хейли Кийоко.
В 2016 году была включена в рейтинг «Что сейчас сексуально» от бренда Victoria’s Secret (номинации «Самые сексуальные в социальных сетях» и «Модный блогер»). В том же году стала героиней нового лукбука российского бренда I Am Studio.
В 2016 году переехала в Лос-Анджелес (Калифорния).
В 2017 году выпустила первую коллекцию косметики совместно с ColourPop Cosmetics.
В 2018 году снялась в рекламной кампании Furla.
По состоянию на начало 2015 года на её YouTube-канале было оформлено приблизительно 900 тысяч подписок, по состоянию на конец 2016 года суммарно на русский и английский каналы более 2 миллионов. В марте 2020 года на ее русскоязычном You-Tube-канале было приблизительно 1,8 млн подписок, а общая аудитория обоих каналов превышает 2,2 млн подписчиков.
В марте 2020 года Соня сообщила, что находится в отношениях со своим бывшим одноклассником из Торонто. Так же девушка сообщила, что хочет оставить модельную карьеру.

## Тематика канала
Темы канала: мода, повседневная жизнь.
Соню Есьман можно смело назвать модным русским fashion-блогером, хотя и живет она в Канаде. В Торонто Соня переехала вместе с родителями в возрасте 5 лет, но до сих пор довольно хорошо говорит по-русски. А небольшой акцент и милые оговорки только придают еще больший шарм ее видеоблогу. […] Сначала в своем блоге она рассказывала, как наносить макияж, затем начала собирать модные луки. А еще она иногда снимает видео, в которых просто рассказывает о своей жизни в Торонто. У Сони есть любимый попугай Паша, который иногда принимает участие в съемках. Самое, наверное, крутое видео Есьман — это то, где она пародирует типичную девушку в Instagram.«Самые известные блогеры интернета» — ElleGirl.ru, 8 января 2015 года
В 5 лет Соня Есьман с родителями переехала из Санкт-Петербурга в Торонто, Канада. В подростковом возрасте она открыла свой youtube-канал Classisinternal, в котором демонстрировала, как наносить макияж. Со временем в блоге стали появляться видео про жизнь в Канаде, ее модные образы, путешествия, здоровое питание и обзоры косметики.

Таким популярным блог стал благодаря Сониной харизме, обаянию, качественной картинке и невероятной самоиронии (девушка разговаривает по-русски, но с очень милым акцентом и оговорками).«5 лучших русских блогеров, живущих за рубежом» — Marie Claire, 2 ноября 2015 года

## Премии и номинации
| Год  | Премия                                       | Номинация                      | Результат | Ист.                 |
| ---- | -------------------------------------------- | ------------------------------ | --------- | -------------------- |
| 2016 | Nickelodeon Kids’ Choice Awards              | Любимый российский видеоблогер | Победа    | [ 24 ]               |
| 2016 | «Женщина года» 2016 (премия журнала Glamour) | Модница года                   | Победа    | [ 6 ]                |
| 2018 | Glamour Influencers Awards 2018              | #glam_profashion               | Номинация | [ 25 ] [ 26 ] [ 27 ] |